# Aethalura shuotsuensis
Aethalura shuotsuensis là một loài bướm đêm trong họ Geometridae.